# Ewok
Ewok este o specie fictivă de mamifere bipede mici, cu blană din universul Războiul Stelelor. Ei locuiesc pe luna pădure Endor și trăiesc în colibe arboricole și alte locuințe simple, fiind văzuți ca primitivi în comparație cu alte specii simțitoare. Rasa Ewok a apărut prima dată în filmul Întoarcerea lui Jedi (1983) și de atunci a mai apărut în două filme pentru televiziune, The Ewok Adventure (1984) și Ewoks: The Battle for Endor (1985), precum și într-o serie animată 2D, în mai multe cărți, jocuri și, pe scurt, în filmul din 2019 Războiul stelelor: Ascensiunea lui Skywalker.
George Lucas i-a creat pe Ewoks pentru că dorea ca Întoarcerea lui Jedi să prezinte un trib de creaturi primitive care doboară Imperiul tehnologic. Inițial, intenționase ca scenele să fie plasate pe planeta natală a rasei Wookiee, dar pe măsură ce seria de filme a evoluat, Wookiees au devenit pricepuți din punct de vedere tehnologic. Lucas a inversat silabele pentru a desemna o nouă specie, care rimează cu Miwok, un trib nativ american originar din pădurea Redwood, în care scenele Endor au fost filmate pentru Întoarcerea lui Jedi. El s-a inspirat, de asemenea, în înfrângerea Imperiului Galactic de către Ewok din acțiunile gherilelor Viet Cong care au luptat împotriva soldaților americani în timpul războiului din Vietnam.